# Wonsam-myeon
Wonsam-myeon (koreanska: 원삼면)  är en socken i provinsen Gyeonggi i den centrala delen av Sydkorea, 50 km sydost om huvudstaden Seoul. Den ligger i stadsdistriktet Cheoin-gu i stadskommunen Yongin.